# Rhamphomyia murina
Rhamphomyia murina är en tvåvingeart som beskrevs av Collin 1926. Rhamphomyia murina ingår i släktet Rhamphomyia och familjen dansflugor. Inga underarter finns listade i Catalogue of Life.